# Raid: World War 2
Raid: World War II ist ein Ego-Shooter, welcher im Zweiten Weltkrieg angesiedelt ist. Ziel der bis zu vier Spieler, die im Koop-Modus spielen ist es, als eine Überfallgruppe Aufträge zu erfüllen. Das Spiel wurde von Lion Game Lion entwickelt und von den Starbreeze Studios für Windows, PlayStation 4 und Xbox One entwickelt.

## Handlung
Während des Zweiten Weltkriegs drohen die Nazis, den Krieg in Europa zu gewinnen. Zur selben Zeit werden vier Gefangene, der Brite Sterling, der Amerikaner Rivet, der Russe Kurgan und der deutsche Widerstandskämpfer Wolfgang, von „Mrs. White“ befreit. White arbeitet für den britischen Secret Intelligence Service und benötigt Hilfe, um Hitler und das Dritte Reich zu Fall zu bringen. Als Belohnung dafür dürfen die Männer das Nazi-Gold, dass sie finden, behalten. So schließen sich die vier zusammen und rebellieren gegen das Nazi-Regime, indem sie Sabotage betrieben, Gefangene befreien, Pläne durchkreuzen, stehlen, Hakenkreuze demolieren und Nazis töten. Befehle erhalten sie zudem von Agent „Control“, der von John Cleese verkörpert wird.

## Spielprinzip
Der Spieler steuert einen von vier Einzelkämpfern, die gemeinsam Aufträge für eine britische Geheimorganisation in Schauplätzen im Dritten Reich erfüllen müssen. Dabei kann er mit drei weiteren Bots oder mit drei weiteren Mitspielern im Koop-Modus spielen. Auf den unteren Schwierigkeitsgraden kann der Spieler auch alleine spielen. Spieler können aus den vier Klassen Aufklärung, Angriff, Aufruhr oder Sprengung wählen und jeder Charakter hat einen eigenen Talentbaum und eigene Fähigkeiten im Kampf.
Durch das erfolgreiche Absolvieren von Missionen und Sammeln von Gegenständen kann der Spieler neue Waffen freischalten und aufbessern, die Spielfigur aufleveln und das Hauptquartier verschönern.

## Entwicklung und Veröffentlichung
Das Spiel wurde von Lion Game Lion, einem kroatischen Starbreeze-Partnerstudio entwickelt, das zuvor bereits DLC-Inhalte für Payday 2 entwickelt hat. Als Spiel-Engine wurde Diesel von Overkill Software verwendet. Das Budget lag bei 8 Millionen US-Dollar und wurde von Starbreeze Studios finanziert.
Deutsche Kunden des Spiels wurden anfangs aufgrund der verfassungswidrigen Symbole im Spiel von der Closed Beta ausgeschlossen. Alle anderen Besitzer von Payday 2 konnten auch einen kostenlosen Zugang zu Closed Beta erhalten. Veröffentlicht wurde das Spiel erstmals am 6. September für Microsoft Windows und am 13. Oktober für Xbox One und PS4.

## Rezeption
Die GameStar findet, dass Raid: World War 2 viele Ideen von Payday 2 klaut, was zwar in manchen Aspekten funktioniert, aber auch deswegen scheitert. Zwar sei der Gedanke, das Spielprinzip in den Zweiten Weltkrieg zu verlagern nicht schlecht und das Spielprinzip lasse sich etwas mit dem Spielfilm Inglourious Basterds vergleichen, doch bei der Umsetzung seien drei Fehler passiert. So seien auch die schlechten Seiten von Payday 2 übernommen wurden, ohne dabei Verbesserungen vorzunehmen, und auf der anderen Seite wurden wichtige Kernelemente aus Payday herausgenommen. Weiterhin würden viele mögliche Ideen nicht eingebracht.
Gelobt werden aber die abwechselungsreichen und überraschenden Missionen und die Wahl leise oder mit actionreicher Ballerei vorzugehen. So wird das Missionsdesign aufgrund vieler intelligenter Ideen hervorgehoben. Kritisiert wird außerdem, dass nicht so viel Teamplay und eine Rollenverteilung wie in Payday 2 erforderlich sei, da die Spezialfähigkeiten der Charaktere limitiert sind und wichtige Gegenstände sich auch im Level wieder finden. Übernommen wurde allerdings eine schlechte Künstliche Intelligenz, die mehr auf Quantität als auf Qualität setzt. Zudem wird die Grafik kritisiert, die sich an der von 2013 orientiert, als Payday 2 erschien. Als Gesamtwertung wurden 65 von 100 Punkten vergeben.